# Vlag van Kapellen
De vlag van Kapellen werd door de gemeenteraad op 28 november 1977 officieel vastgesteld als de gemeentelijke vlag van de Antwerpse gemeente Kapellen. Op 21 juni 1978 werd hij door het koninklijk besluit bevestigd en uiteindelijk gepubliceerd op 6 september 1978 in het officiële Belgisch Staatsblad. Na de goedkeuring van het federale statuut van België moest het goedkeuringsproces worden hervat: dezelfde vlag werd op 24 september 1992 door de gemeenteraad goedgekeurd, op 13 oktober 1993 door het Bestuur van Vlaanderen bevestigd en op 21 juni 1994 in het officiële Belgisch Staatsblad uiteindelijk gepubliceerd.
Officieel wordt de vlag beschreven als:
Zes even hoge banen van blauw en van geel
De kleuren van de vlag zijn afkomstig op het gemeentewapen.